# Dejavniki stresa na delovnem mestu
Dejavniki stresa oz. stresorji imajo veliko definicij: so neprijetni dražljaji, dražljaji, ki pripeljejo do stresa, dražljaji, ki se kažejo kot poskus adaptacije, lahko pa celo vsak problem, ki ga mora oseba rešiti ali pa vsaka situacija, ki potrebuje adaptacijo (Buunk, de Jonge, Yabema in de Wolff, 1998). Na stres pa lahko pogledamo tudi kot na čustvo in je potemtakem stresor vsak dogodek, situacija ali misel, ki lahko vzbudi negativna čustva osebe. Pomembno je, da se zavedamo, da se negativna čustva vzbudijo v določenih situacijah, saj je narava stresorjev različna (vsakdanje skrbi ali velik dogodek). Iz tega sledi, da so za določena dela oz. delovna mesta značilni različni stresorji (Buunk idr., 1998). 
V nadaljevanju so predstavljeni dejavniki oz. stresorji, ki so bili najbolj raziskani in so najbolj pogosti na delovnih mestih. 
Prve raziskave stresa na delovnem mestu so se osredotočile predvsem na vpliv fizičnih stresorjev. Pokazale so, da nekontrolirani hrup povzroča nižjo delovno učinkovitost in motivacijo (Cohen, Evans, Stokols in Krantz, 1986; Wickens in Hollands, 2000). Vpliva hrupa pa ne smemo omejiti le na tovarniška delovna mesta. Raziskave stresa v pisarniškem okolju, so namreč pokazale, da je vpliv hrupa na delovno učinkovitost pomemben tudi pri nižji glasnosti (Evans in Johnson, 2000). Prav tako kot okoljski dejavniki, tudi zahteve delovnega mesta (npr. tempo dela, obremenjenost z delom, število delovnih ur) pomembno pripomorejo k izkušnji stresa in odzivom posameznika. Hurrel (1985) je pokazal, da posamezniki v tovarnah (tempo dela določen s strani sistema) izkusijo več stresa kot na delovnih mestih, kjer si tempo določijo delavci sami (npr. pošta).

## Osebnostna ranljivost
Določene specifične značilnosti osebe lahko vplivajo na zaznavanje dogodkov ali okoliščin kot stresnih (Ganster in Schaubroeck, 1991; Kobasa, 1979; Perlin in Schooler, 1978; Watson in Pennebaker, 1989) . Pri tem gre za to, da bodo osebe s temi značilnosti bolj nagnjene k doživljanju stresa, ga bodo težje uravnavale, dlje časa okrevale po učinkih stresa ali pa doživljale negativne posledice stresa. 
Skozi raziskave se je izkazalo, da ključno vlogo pri osebnostni ranljivosti za stres igrajo nekatere značilnosti osebnosti, kognitivni, vedenjski in čustveni stili odzivanja. Kot osebnostna značilnost se navaja osebnostna motnja, ki pa naj nikoli ne bi bila neposredna posledica dela. Predispozicije za motnjo so bile prisotne že prej, lahko pa stresno okolje izzove osebnostno motnjo (Cotton, 1995). Naslednja značilnost je negativna čustvenost (Negative affectivity), ki se kaže kot tendenca izražanja negativnih odzivov ( jeza, gnus, krivda, bojazljivost in depresija) na vse vrste dražljajev iz okolja (Watson in Clark, 1984). Prav tako na večjo verjetnost pojavljanja stresa na delovnem mestu vplivajo mentalna izkrivljanja in negativni vzorci mišljenja. Za razliko od negativne čustvenosti je psihološka rigidnost (Psychological hardiness) bolj prisotna pro ljudeh, ki dobro obvladajo stres (Kobasa, 1979).Psihološko rigidne osebe menijo, da lahko vplivajo na okolje, so globoko vključene in se posvečajo svojim aktivnostim ter gledajo spremembe kot izziv. Ravno te značilnosti oseb vplivajo na odpornost na stres. Zaznavanje stresnih situacij in njihovo obvladovanje je odvisno tudi od stilov spoprijemanja s stresom. Poznamo konstruktivne stile spoprijemanja: orientiranost na problem in orientiranost na emocije (Lazarus in Folkman, 1984), ki so bolj zaželeni pri spoprijemanju s stresom kot nekonstruktivne strategije (npr. zanikanje). K osebnostni ranljivosti pa lahko doprinese tudi konflikt med družino in delom. To se dogodi, ko izkušnje na enem področju pomembno vplivajo na kakovost življenja na drugem (Sarantakos, 1996).

## Zahteve delovnega mesta
Ti faktorji so manj stabilni od osebnostne ranljivosti, a nič manj pomembni. Ker so bolj dostopni za intervencije, je zelo pomembno, da se jih delodajalci zavedajo (Douglas in Brian, 1996). 

### Preobremenjenost
V večini primerov se preobremenjenost delavca razlaga količinsko, in sicer kot prevelika količina dela, ki naj bi ga delavec opravil in presega njegove zmožnosti, da bi zadovoljil zahteve (opravil delo) v določenem časovnem okviru (French in Caplan, 1973). Prav tako pa lahko preobremenjenost razložimo v kakovostnem smislu. V tem primeru bi preobremenjenost razložili kot zahteve dela, ki presegajo delavčeve spretnosti/veščine, zmožnosti in znanje (Sauter in Murphy, 1995; French in Caplan, 1973). Na tam področju so bile izvedene mnoge študije. Ena izmed njih navaja, da so najbolj obremenilni poklici učiteljica in medicinska sestra. Pri tem je raziskava odkrila, da preobremenjenost ni izoliran faktor pri pojavljanju stresa na delovnem mestu. Ta sovpada z vplivom konfliktov med zahtevami delovnega in družinskega življenja (Chan, Lai, Ko in Boey, 2000).

### Pomanjkanje kontrole
Je eden najbolj raziskovanih stresorjev in učinkuje na znižajo delovno učinkovitost (Rastegary in Landy, 1993; Spector, 1986). Na posameznikovo doživljanje občutka kontrole pa pomembno vplivata tako stopnja fleksibilnosti delovnega urnika in tempo dela (Baltes, Briggs, Huff, Wright in Neuman, 1991). Zaradi zaznavanja občutka kontrole lahko posamezniki lažje usklajujejo delovne in družinske zahteve (Ralston, 1989).

### Časovni pritisk
Časovni pritisk in preobremenjenost se zelo pogosto pojavljata skupaj. Različne študije so ugotovile pomembno povezanost med stresom na delovnem mestu in časovnimi faktorji. Ti zajemajo premalo časa za načrtovanje, nesposobnost končanja naloge v določenem časovnem okviru, kar rezultira v prinašanju dela domov, stalne prekinitve, ki so povezane z drugimi zahtevami dela (npr. sestanki) in nerazumni roki (Humphrey, 1998; Sauter in Hurrell, 1999). Ameriške raziskave so pokazale, da se je odstotek oseb, ki delo prinašajo domov od leta 1977 povišalo za najmanj 10 procentov, 66 procentov oseb pa je omenilo, da nikoli nimajo dovolj časa, da bi naredili vse kar od njih delo zahteva (Swamberg, Galinsky in Bond, 1999). Poleg prinašanja dela domov, je bilo ugotovljeno podaljševanje delovnih ur zaposlenim, kar ima negativne posledice za delavce. Zaznani so bili s stresom povezani simptomi, kot so utrujenost in glavoboli. Omenimo lahko še naslednji trend, ki se pojavlja v proizvodni industriji. Kljub padajočemu številu zaposlenih v tej panogi, je število delovnih ostalo precej stabilno, kar pomeni, da manjše število ljudi ohranja produktivnost. To je možno doseči le s povečanim številom nadur, ki lahko potencialno rezultira v časovnem pritisku.

### Zahteve po učinkovitosti
S hitrimi spremembami v svetu se je povišal tudi tempo dela, ki so primorani vzdrževati največjo produktivnost in hkrati izkazovati kompetentnost na svojem področju. Poleg tega je od delavcev zahtevano, da izvajajo več nalog hkrati, saj morajo slediti hitremu toku tehnoloških sprememb (Cascio, 1995; Quick, 1997). Rezultati študij kažejo, da se pritisk učinkovitosti eden najbolj stresnih vidikov dela strokovnjakov (Cahn, Lai, Ko in Boey, 2000), hkrati pa se povečujejo možnosti za poškodbe in bolezni (Babson, 1993; Townley, 2000). Take zahteve delovnega mesta prispevajo k manjšem zadovoljstvu z delom in delavno kulturo (Townley, 2000). Omenjeni pritiski se kažejo v različnih simptomih stresa, kot npr. velika utrujenost, glavoboli ter izguba potrpljenja ob soočanju s težkimi zahtevami delovnega mesta. Poleg tega je bilo dokazano, da veliko število nadur vpliva na osiromašeno družinsko ter socialno življenje (Cahn idr., 2000). 
V zadnjem obdobju se med delodajalci povečuje trend monotoringa delavcev. Tak način zagotavljanja najboljših izdelkov pa ima tudi svoje negativne posledice, in sicer izgubo svobode pri komuniciranju ter manjšo podporo sodelavcev, povečano nezaupanje in celo povečano tekmovalnost med sodelavci. Ob takih načinih dela je ena od potencialnih posledic večja možnost doživljanja stresa na delavnem mestu.

### Nejasne vloge
Nejasnost vloge nastane, ko oseba ni obveščena o zahtevah njegove vloge, kako te zahteve izpolni in kakšni so postopki za preverjanje ali se vloga izvaja pravilno (Beehr, Walsh in Taber, 1976; Cordes in Dougherty, 1993; Cooper, 1991; Dyer in Quine, 1998; Ursprung, 1986). Nejasnost vloge lahko prispeva k nižji samozavesti delavca, občutku obupa, tesnobi ali celo depresiji (Jackson in Schuler, 1985; Muchinsky, 1997). Konfliktnost vlog se pogosto povezuje z nejasnostjo vlog, predstavlja pa situacije v katerih oseba doživlja neskladna delovna pričakovanje ali pa ko mora izpolnjevati zahteve več vlog hkrati (Cooper, 1991). Pogosto se dogodi, da zahteve ene vloge nasprotujejo zahtevam druge, kar onemogoča kvalitetno delo. V veliko primerih konfliktnost vlog privede do negativnih odnosov do dela in vedenj, kot npr. zmanjšano zadovoljstvo z delom, povečana tesnobnost, znižanje zaupanja in samozavesti do organizacije ter oškodovanju odnosov med sodelavci in supervizorji (Caplan, 1982; Fisher in Gitleson, 1983; Kahn, 1974). Stres na delovnem mestu je bolj prisoten v organizacijah, kjer je nejasnost ali pa celo konfliktnost vlog visoka. Prav tako prispevata k emocionalni izčrpanosti ter depersonalizaciji in manjšem občutku lastnega dosežka (Lee in Ashforth, 1991; Miller, Zook in Ellis, 1989; Siefert, Jayaratne in Chess, 1991), pa tudi manjšemu zanimanju za delo, zavzetosti in povečani nagnjenosti k zapuščanju organizacije (Fisher in Gitleson, 1983; Fox, Dwyer in Ganster, 1991; Jackson in Schuler, 1985; Miles, 1975).

### Konflikti
Medosebni konflikt se lahko pojavi ob pomanjkanju delovnih virov, neskladnosti interesov ali zaznani nepravičnosti. Odraža se kot preusmeritev pozornosti od delovne naloge, s čimer zniža tudi delovno učinkovitost, druge posledice medosebnega konflikta pa so lahko tudi depresija, nezadovoljstvo in agresija (Chen in Spector, 1992; Frone, 2000a).
Konflikt delo-družina se pojavi v primeru, ko posamezniki izkusijo konflikt med vlogo, ki jo imajo na delovnem mestu in vlogo, ki jo imajo doma (Bellavia in Frone, 2005). Z naraščanjem števila žensk, ki razvijajo svojo poklicno kariero, hkrati pa prevzemajo tudi večino odgovornosti doma, je ta konflikt eden izmed glavnih virov stresa pri ženskah (Cleveland, Stockdale in Murphy, 2000) . Prav tako so študije pokazale, da ženske z otroki doživljajo višjo stopnjo stresa kot ženske brez otrok ali moški (Lundberg in Frankenhaeuser, 1999). 
Na drugi strani pa so tudi pokazale, da imajo ženske v primerjavi z moškimi boljše strategije spoprijemanja s stresom, zaradi česar naj dodaten stres ne bi vplival na kakovost zakona in otroke (Cleveland, idr., 2000).

### Emocionalna zahtevnost dela
Prisilno prilagajanje emocionalnih odzivov (Emocionalno delo) predstavlja regulacijo posameznikovega emocionalnega doživljanja v skladu z zahtevami opravljanega poklica. Pojavlja se pri poklicih, kjer morajo posamezniki svojim klientom ali strankam na določenem delovnem mestu prikazovati le nekatere, točno določene emocije (Adelmann, 1995). V takšnih okoliščinah se morajo posamezniki v določenih primerih posluževati igranja ali potlačevanja trenutnih emocij in prikazovanja primernih, kar predstavlja velik kognitiven in fiziološki napor ter se navadno dolgoročno odraža stresno. Raziskave kažejo, da lahko prisilno prilagajanje emocionalnih odzivov privede do nezadovoljstva na delovnem mestu, izgorelosti in nižji učinkovitosti (Brotheridge in Grandey, 2002; Grandey, 2000; Pugliesi, 1999). Psihologi pri zmanjševanju stresa, povzročenega preko prisilnega prilagajanja emocionalnih odzivov, uporabljajo humor, krepitev socialne podpore sodelavcev in poudarjanje depersonalizacije odnosa med delavcem in stranko.

## Organizacijska klima
Kot že omenjeno, se je narava dela in delovnih mesta pomembno spremenila v zadnjih 25 letih in prispevala k izraženosti stresa na delovnem mestu. Dve glavni sili teh sprememb sta globalizacija ekonomije ter hitri razvoj informacijske tehnologije. Ti dve sili sta ustvarili organizacijsko klimo s povečanimi pritiski in zahtevami po produktivnosti. Zaradi tekmovanja po prednosti v ekonomiji, je delo postalo izkoriščeno oz. poteka v virtualnem prostoru z začasnimi delavci (Belous. 1998; Medcof in Needham, 1998). Delavci imajo pogosto več vlog v posamezni organizaciji, kar posledično vodi do konflikta vlog (Cooper, 1991). Delavci se spopadajo s hitro menjajočim sodelavci, slabo definiranimi delovnimi nalogami in delavne negotovosti. Hkrati se je količina dela povečala zaradi zahtev po večji produktivnosti, povišala pa se je tudi hitrost s katero poteka komunikacija na delovnem mestu (Jacobs, 1994).

### Globalizacija ekonomije
Globalizacija se nanaša na veliko število poslovnih transakcij, ki potekajo po svetu s pospešenim tempom (Graddick, 1992). Ta fenomen je povzročil povečanje v domačem in svetovnem tekmovanju in hitrem gibanju finančnih trgov (Cascio, 1995; James, 1997). Zahteve po organizacijski izvedbi spremljajo te globalne trende, ki povečujejo tekmavalnost, hitre spremembe v informacijski tehnologiji, povečanju produktivnosti, fleksibilnost delavcev in organizacije in nižje stroške zagotavljanja produktov ter storitev (Berwald, 1998; Carrithers, 1992; Kirby, 1999; Kochan, 1997). Ena od posledic tega trenda je tudi stres na delovnem mestu. Kot primer lahko vzamemo višek delovne sile, zaradi globalizacije, ki zahteva zmanjševanje in znižanje stroškov, kar je posledično rezultiralo v višjih zahtevah preostale delovne sile (Kirby, 1999; Maslach, 1999), večanju števila nadur (Heiler, 1998; Hetrick, 2000; Townley, 2000) hitrejšem tempu dela (Bousfield, 1999; Humphrey, 1998) in preobremenjenosti (Townley, 2000). V veliko organizacijah je prišlo do podaljšanja delovnega urnika oz. povečanja števila ur v delovnem dnevu (Heiler, 1998; Thomas, 1998). Vse te spremembe se kažejo v slabo definiranih delovnih vlogah (Johns, 1998; Thomas, 1998), delovna mesta so manj stabilna in gotova, delavci pa so primorani k izvajanju več različnih delovnih nalog, hitremu učenju novosti, da lahko ostajajo kompetentni. Vse to rezultira v delovnem stresu in boleznim (Dunette, 1998; Lee & Ashforth, 1991; Jackson & Schuler, 1985; Johns, 1998).

### Vpliv tehnologije
Vpliv tehnologije je ravno tako kot globalizacija viden v zmanjševanju delovne sile, saj določene naloge lahko opravljajo stroji namesto ljudi. S tehnologijo se je pojavila tudi možnost avtomatiziranega monitoringa oz. nadzorovanja delavcev, ki ima posledice v povečevanju pritiskov (Aiello & Kolb, 1995). S pojavom tehnologije pa se je pojavila tudi nova vrsta stresa, tehnostres (Technostress) (Rosch, 1991). Zajema frustracijo, tesnobnost, dehumaniziranost in depresijo v tehnološko razvitih delovnih okoljih. Raziskovalci opozarjajo, da ta problem postaja vse večji.

## Skladnost med osebo in delovnim okoljem
Skozi raziskovanje osebnostnih faktorjev in organizacijskih zahtev so različni avtorji prišli do ugotovitev o pomembnosti povezave omenjenih dveh dejavnikov stresa. Cotton (1996) navaja, da delavci najpogosteje zahtevajo kompenzacijo za psihološko poškodbo, ko pride do kombinacije stresa in nizke morale na delovnem mestu. Iz tega je razvidna pomembnost sovplivanja dejavnikov. Osebe naj bi iskale okolje, ki se sklada z njihovimi značilnostmi in jim omogoča izraženje sposobnosti, veščin, stališč, vrednot in potreb (Holland, 1997). Pri tem je pomembno, da veščine in sposobnosti sovpadajo z zahtevanimi delovnega mesta, vrednote in stališča sovpadajo z nagradami, ki jih delovno mesto nudi, da oseba čuti zadovoljstvo (Lofquist in Darwis, 1984). Interakcijo med okoljem in osebo razlaga tudi model napora-nagrade (Siegrist, 1996), ki govori o tem, da je potrebno ravnotežje med vloženim trudom in pridobljenimi nagradami. V kolikor je to ravnotežje porušeno, je to pomemben napovednik stresa. Pomembno vlogo pri interakciji med osebo in okoljem igra tudi nadzor nad delovnimi zahtevami (Karasek, 1979). V tem modelu avtor navaja, da do obremenitev pride ob sovplivanju zahtev dela in nadzorom nad delom. V kolikor so zahteve delovnega mesta visoke in je pri tem opazna nizka kontrola, se velikokrat pojavi stres oz. psihološke in fizične bolezni. 

## Kultura in socializacijski proces
Tudi organizacijska kultura in organizacijska socializacija novih delavcev v sistem pomembno vpliva na stres na delovnem mestu. Ugotovljeno je bilo, da imajo konflikti in trenja, ki se ustvarjajo zaradi kulture v organizaciji večji vpliv na psihološko blagostanje in stres (Cherniss, 1991). Poročanje o večjem stresu se pogosto dogaja v organizacijah, kjer se pojavlja sovražnost in nezaupanje (Hart, Wearing in Headley, 1995; Rodridguez, 1997; Winslow, 1998), slaba komunikacija (Kyriadou, 1999) ali pomanjkanje kontrole (Winslow, 1998). Na področju sovražnosti in agresivnosti v organizaciji je bilo narejenih veliko raziskav, tudi termin agresivnosti se je z leti spremenil in dodelal. Pogosta oblika nasilja na delovnem mestu je trpinčenje ali mobing, ki pogosto rezultira v močnem stresu in psiholoških ali celo fizičnih boleznih. Pri stresu na delovnem mestu igra pomembno vlogo tudi diskrepanca med skupinami vrednot dveh ali več skupin delavcev (Jones, Flynn in Kelloway, 1995). Delavci v takih organizacijah se stalno srečujejo s konflikti med zahtevami delodajalcev in profesionalno, etično in moralno dolžnostjo do klientov. Ta konflikt je še posebej opazen pri medicinskih sestrah, psihologih oz. delavcih v organizacijah, kjer se pojavlja velika razlika med vrednotami, ki jih delavci pridobijo s svojim profesionalnim treningom in ekonomskimi in birokratskimi zahtevami industrije.

## Vloga zaznav in vrednotenje delavca
Kot že omenjeno pomembno vlogo pri obvladovanju stresa in njegovem ne pojavljanju igra nadzor na situacijo oz. zaznan nadzor (Conway in Terry, 1992), prav tako pa je pomembna tudi zaznava delavca pri vzpostavljanju in prekinitvi psihološke pogodbe. Ob optimalni zaposlitvi psihološka pogodba deluje dobro in je dovolj fleksibilna, da lahko vključuje spremembe zaposlitvenega konteksta (Anderson in Schalk, 1999). V tem primeru je odnos med zaposlenim in delodajalcem dober in ob pojavu stresa se z njim primerno spopadata oba. Ker pa so psihološke pogodbe grajene na zaupanju in zaznavah, lahko kršenje pogodbe rezultira v močnih čustvenih reakcijah (jeza ali celo nasilje) (Anderson in Schalk, 1999; Beugre, 1999). Pomembna je tudi zaznava ogroženosti oz. vrednotenje situacije kot ogrožajoče delavca, ki lahko rezultira v stresu. Lazarus in Folkman (1984) pa opozarjata, da mora oseba situacijo zaznati kot nerešljivo. Osebe nizko zaznano samoučinkovitost, zato v večji meri doživljajo stres (Bandura, 1997).

## Prakse kadrovskegamenedžmenta
S hitrim razvojem industrije in spremembami na trgu, predvsem recesijami, se spreminjajo tudi delovna mesta. Ta niso več tako zagotovljena in stabilna, mnoge osebe jih pogosto menjavajo. V recesiji se dogodi več stvari, kot npr. racionalizacija in zmanjševanje stroškov v industriji, kar posledično privede do sprememb v strukturi in strategijah organizacije (Callan, 1993). Tako nastajajo decentralizirane in bolj fleksibilne strukture, ki so bolj učinkovite v hitro spreminjajočem se in nepredvidljivem okolju (Atkinson, 1999). Take strukture prinašajo inovacije, a tudi kaos in negotovost, ugotavljata Baruch in Hind (1999). Odgovornost se čedalje bolj pomika po hierarhiji navzdol, hkrati pa se povečujejo zahteve in manjšajo uporabni viri, zato se velikokrat pojavi stres. Pri takih spremembah je pomembno delo kadrovske službe, saj lahko z njenim delovanjem organizacija pridobi prednost pred drugimi (Guest, 1987) ali drugače, uspeh in preživetje organizacije je v veliki meri odvisno od kadrovske službe (Pierce in Dunham, 1990). Peterson (1998) navaja kot glavni vzrok stresa na delovnem mestu probleme vodstva, Cartwright in Cooper (1996) pa navajata kot vzroke stresa slabe odnose v delovnem okolju; Ravno dobri odnosi pa lahko delujejo kot preprečevalci stresa. Mnogi avtorji opozarjajo na pomembnost pravilnikov oz. pravil, ki se nanašajo na zdravje in varnost na delovnem mestu in vlogo kadrovske službe pri nadzoru in upoštevanju teh pravil.

## Menedžmentpoškodb in praksa vračanja na delo
Stres na delovnem mestu je pomemben problem, saj vpliva na produktivnost, zdravje in finančne izdatke poškodb (Nowland, 1997). Ti izdatki se lahko zmanjšajo z rehabilitacijskimi strategijami in intervencijami na delovnem mestu. Vseeno pa je potrebno vedeti, da so problemi povezani s stresom na delovnem mestu precej kompleksni in zato težje rešljivi. Uvedba integracijskih politik, predpisov o zdravju in varnosti na delovnem mestu in učinkovite rehabilitacijske strategije so se izkazale kot bonus za obe strani (Ellis, 1995). Kljub vsem pozitivnim vplivom pa se take prakse ne pojavljajo pogosto. K temu pripomorejo sistemski faktorji, kot npr. kompenzatorni proces delavca, tekmovalni odnos z delodajalcem, politika kadrovske službe ter skrb za zdravje in varnost. Hkrati pa vplivajo tudi faktorji osebe (značilnosti poškodbe, psihološke in demografske značilnosti). Toohey (1995) opozarja, da bi morali stres na delovnem mestu jemati kot potencialno izgubo osebja, ki direktno vpliva na učinkovitost organizacije in ne samo kot zdravstveni problem. 

## Michiganski model organizacijskega stresa
Prvotno različico Michiganskega modela organizacijskega stresa so osnovali na Univerzi v Michiganu na inštitutu za socialna raziskovanja. Leta 1997 so Marc J. Schabracq, Jacques A. M. Winnubst in De Jong  na Nizozemskem preverili veljavnost modela in ga izpopolnili. . Prenovljena različica vsebuje naslednjih šest variabel: objektivno okolje (organizacijske variable), subjektivno okolje, napetosti ali stresne reakcije, bolezen, osebnostne karakteristike in socialna podpora. Michiganski model stres na delovnem mestu obravnava kot rezultat odnosa med posameznikom in okoljem. Moderatorja tega odnosa sta socialna podpora posameznika in njegova osebnostna  struktura, in sicer lahko stresor na delovnem mestu povzroči največ negativnih posledic, če ima posameznik zelo malo socialne podpore in osebnostno strukturo tipa A. Večino stresorjev na delovnem mestu model razvrsti v dve kategoriji. V prvo kategorijo sodijo stresorji, ki nastanejo kot posledica neskladja med zahtevami okolja in posameznikovimi viri za soočanje z zahtevami. Druga kategorija pa zajema tiste stresne dejavnike, ki so posledica tega, da okolje posamezniku ne nudi zadostnih možnosti zadovoljevanja potreb.   Michiganski model organizacijskega stresa ločuje med objektivnimi značilnostmi delovnega okolja, ki prestavljajo dejavnike stresa, poudarek pa daje  na subjektivno zaznanih dejavnikih delovnega okolja, ki predstavljajo izvor stresa. . Objektivni stresorji  so organizacijske variable, na primer velikost podjetja, hierarhična struktura, produkcijske variable in struktura funkcij.  Subjektivno zaznani stresorji pa so tisti dejavniki organizacije, ki jih oseba zaznava in evalvira kot stresne/problematične, to so na primer nejasnost vlog, konfliktnost vlog, pomanjkanje sodelovanja med zaposlenimi, odgovornost na delovnem mestu, negotovost glede prihodnosti, preobremenjenost z delom, napetosti v odnosih na delovnem mestu, itd. 

## Model zahtev-kontrole in podpore
Karasek (1979) , stres na delovnem mestu pojasnjuje z dvodimenzionalnim modelom zahtev in kontrole, v katerem, za razliko od Michiganskega modela, poudarja objektivne stresorje na delovnem mestu. Na eni dimenziji je stopnja kontrole posameznika oziroma možnost odločanja posameznika na delovnem mestu, le-ta je lahko visoka ali pa nizka. Na drugi dimenziji so zahteve delovnega okolja, ki so prav tako lahko visoke ali pa so nizke. Model ponuja 4 različne kategorije:
1) Delovna mesta z visokimi zahtevami in nizko stopnjo kontrole (možnost odločanja) so povezana z doživljanjem intenzivne napetosti in delavce izpostavijo boleznim, ki so povezane s stresom. 
2)Delovna mesta z visokimi zahtevami in visoko možnostjo odločanja delujejo najbolj spodbujajoče, saj je raven stresa ravno pravšnja (pozitiven stres), da motivira zaposlene in jih aktivira. 
3)Delovna mesta z nizkimi zahtevami in visoko možnostjo odločanja zaradi prenizke stopnje pozitivnega stresa in s tem doživljanja napetosti v zaposlenih ne spodbujajo interesa za delo. 
4)Delovna mesta z nizkimi zahtevami in majhno možnostjo odločanja pa zaradi nizke stopnje motiviranosti vodijo do dolgočasja in pasivnosti zaposlenih. 

Leta 1990 Karasek in Theorell  model dopolnita s tretjo dimenzijo: socialna podpora. Dopolnjen model je znan pod imenom: Model zahtev kontrole in podpore. Model predpostavlja, da se ob povečanju zahtev delovnega okolja in zmanjšanju kontrole (zmožnosti odločanja) ter socialne podpore, poveča verjetnost zdravstvenih težav povezanih s stresom. V primeru povečanja zahtev okolja, možnosti odločanja in socialne podpore, imajo zaposleni več priložnosti za učenje in razvijanje sposobnosti, delo pa dojemajo kot izziv.  Model spodbudi mnoge empirične raziskave, ki so potrdile povezanost med delovnim mestom in srčno-žilnimi boleznimi, depresijo in potrošnjo zdravil.
Model je deležen tudi precej kritik, glavna pa se nanaša na dejstvo, da tudi preveč kontrole (odgovornosti) povzroča stres. Warr (1990)  namesto linearne povezave med kontrolo in stopnjo stresa predlaga narobe obrnjeno U krivuljo, kar potrdijo tudi nekatere druge raziskave. Kljub kritikam in pomanjkljivostim modela pa le-ta opozarja na tri  pomembna vodila: potrebno je omejevanje zahtev delovnega okolja preden le-te postanejo previsoke, hkrati pa je potrebno povišati stopnjo kontrole in povečati socialno podporo zaposlenih. 
- Plača
- Izgorelost
- Stres
- Pripravljenost in odpor na spremembe v organizaciji
- Konflikti na delovnem mestu
- Odnos do dela
- Mobing
- Komunikacija na delovnem mestu
- Occupational stress

- Psihosocialna tveganja na delovnem mestu
- Stres na delovnem mestu ter njegovi dejavniki
- Stres na delovnem mestu Diplomska naloga, Gabrijela Strajnšak Vrbnjak
- Stres na delovnem mestu Ameriško združenje psihologov
- Stres na delovnem mestu Ameriški inštitut za stres
- Stres na delovnem mestu NIOSH

1. 1 2  Buunk, B. P., de Jonge, J., Ybema, J. F. in de Wolff, C. J. (1998). Psychosocial Aspects of Occupational Stress. V P. J. D. Drenth, H. Thierry in C. J. Wolff (ur.), Handbook of Work and Organizational Psychology: Vol. 2 Work psychology (str. 145-182) Hove, United Kingdon: Psychology Press.
2. 1 2 3 4 5 6  Landy, Frank J. in Conte Jeffrey M. (2007). Work in the 21st century: An introduction to industrial and organizational psychology. Blackwell publishing, str.422
3. 1 2 3 4 5 6 7 8 9 10 11 12 13 14 15 16 17 18 19 20 21 22 23 24 25 26 27 28 29 30 31 32 33 34 35 36 37 38 39 40 41 42 43 44 45 46 47 48 49 50 51 52 53 54 55 56 57 58 59 60 61 62 63 64 65 66 67  Kendall, E., Murphy, P., O’Neill, V., & Bursnall, S. (2000). Occupational stress: Factors that contribute to its occurrence and effective management. Canberra, Australia: Centre for Human Services, Griffith University.
4. ↑  Landy, Frank J. in Conte Jeffrey M. (2007). Work in the 21st century: An introduction to industrial and organizational psychology. Blackwell publishing, str.423
5. 1 2 3 4  Landy, Frank J. in Conte Jeffrey M. (2007). Work in the 21st century: An introduction to industrial and organizational psychology. Blackwell publishing, str.424
6. 1 2 3  Landy, Frank J. in Conte Jeffrey M. (2007). Work in the 21st century: An introduction to industrial and organizational psychology. Blackwell publishing, str.425
7. 1 2 3 4 5 6 7 8 9 10 11  Černigoj Sadar, N. (2002). Stres na delovnem mestu. Teorija in praksa, 39/1, 81–102.
8. 1 2 3 4 5  Kompier, M. (2003). Job design and well-being. V M.J. Schabracq, J.A.M. Winnubst in C.L. Cooper (ur.), The Handbook of Work and Health Psychology (str. 429–454). Chichester: John Wiley & Sons, Ltd.